# بوب وارد
بوب وارد (بالإنجليزية: Bob Ward)‏ هو ضابط أمريكي، ولد في 16 سبتمبر 1927 في إليزابيث في الولايات المتحدة، وتوفي في 29 أبريل 2005.